# Сергій II (неаполітанський дука)
Сергій II — неаполітанський дука (870–877), син дуки Григорія III.

## Життєпис
Намагався продовжувати політику своїх батька та діда, зберігав добрі стосунки з франками та Візантією. Пізніше Сергій II почав підтримувати дружні стосунки з мусульманською державою Аглабідів. Сучасники писали, що Сергій перетворив Неаполь «в інше Палермо, в іншу Африку».
Тому, він заслужив відлучення від церкви, проголошене папою Римським Іоанном VIII. Проти Сергія повстав його брат єпископ Неаполя Афанасій. За наказом єпископа Сергія II осліпили та передали в руки папи Іоанна VIII.